# Rothschildia poecilator
Rothschildia poecilator är en fjärilsart som beskrevs av Max Wilhelm Karl Draudt 1929. Rothschildia poecilator ingår i släktet Rothschildia och familjen påfågelsspinnare. Inga underarter finns listade.